# Ahmad Alykob
 (août 2022).
Ahmad Alykob (en arabe : أحمد العادل اليعكوب) est un footballeur irakien né le 27 janvier 1993, qui joue au poste de défenseur avec l'équipe d'Irak et le club  d'Al Sina'a. Il est international irakien.

## Statistiques

### En club
| Saison      | Club      | Pays | Championnat          | Championnat | Championnat |
| Saison      | Club      | Pays | Division             | Matchs      | Buts        |
| ----------- | --------- | ---- | -------------------- | ----------- | ----------- |
| 2006 - 2011 | karbala   | Irak | Iraqi Premier League | 34          | 11          |
| 2012-2019   | Al Sina'a | Irak | Iraqi Premier League | 25          | 6           |
| 2020-2022   | karbala   | Irak | Iraqi Premier League |             |             |

## Palmarès

### En club
- Avec Al Sina'a :
  - Champion d'Irak en 2012 et 2019.